# Giōrgos Templar
Giōrgos Templar (in greco: Γιώργος Τέμπλαρ; 1º  gennaio 1953) è un ex calciatore cipriota, di ruolo attaccante.

## Carriera
Ha giocato una sola partita per la Nazionale cipriota, nel 1987, contro la Lega Nazionale Italiana di Serie C, riuscendo ad andare a segno, per il gol vittoria.